# Коліма (місто)
{{НП 
|статус                  = місто 
|українська назва        = Коліма 
|оригінальна назва = ісп. Colima
|країна                  = Мексика
|герб                    = Escudo-colima1.jpg
|прапор                    =
|lat_dir = N |lat_deg = 19 |lat_min = 14 |lat_sec = 37
|lon_dir = W |lon_deg = 103 |lon_min = 43 |lon_sec = 51
|CoordAddon             = type: city(8657045)
|вид регіону             = штат
|регіон                  = Коліма (штат){{|}}Коліма
|регіон в таблиці        = Коліма
|вид району              =
|район                   =
|район в таблиці         =
|голова                   =
|дата заснування          = 1527
|перша згадка       =
|статус з                =
|площа                 =
|вид висоти              =
|висота центру НП        =
|офіційна мова        =
|офіційна мова-ref    =
|населення              = 137 383
|рік перепису           = 2005
|густина              =
|агломерація            =
|національний склад    =
|конфесійний склад =
|часовий пояс            =-6
|DST                     =
|телефонний код          =
|поштовий індекс         = 28000 (Центр)
|поштові індекси        =
|автомобільний код       =
|вид ідентифікатора      =
|цифровий ідентифікатор =
|сайт                    = http://www.colima.gob.mx
|мова сайту              = es
}}
Коліма (ісп. Colima) — місто в Мексиці, столиця штату Коліма і адміністративний центр муніципалітету Коліма. Чисельність населення, за даними перепису 2010 року, становила 137 383 особи.

## Географія
За 37 км на північ від міста розташований вулкан Коліма .

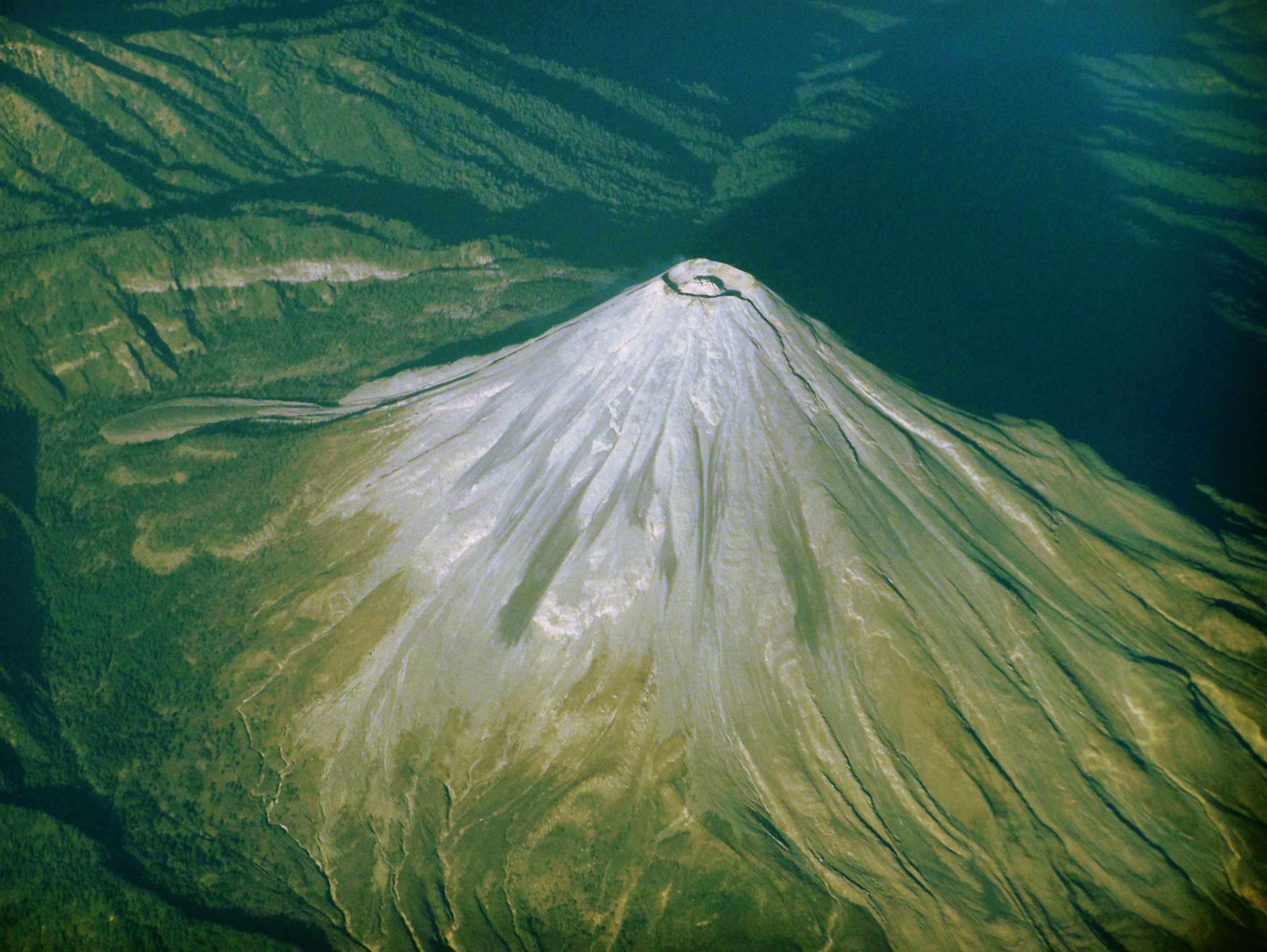
Вулкан Коліма

Автомобільними шляхами і залізницями місто пов'язане з містами в центральній частині Мексики і з тихоокеанським узбережжям. За 22 км від міста аеропорт місцевих повітряних ліній Мігель-де-ла-Мадрид (ісп. Miguel de la Madrid), найближчий до міста міжнародний аеропорт в місті Мансанільйо .

## Історія

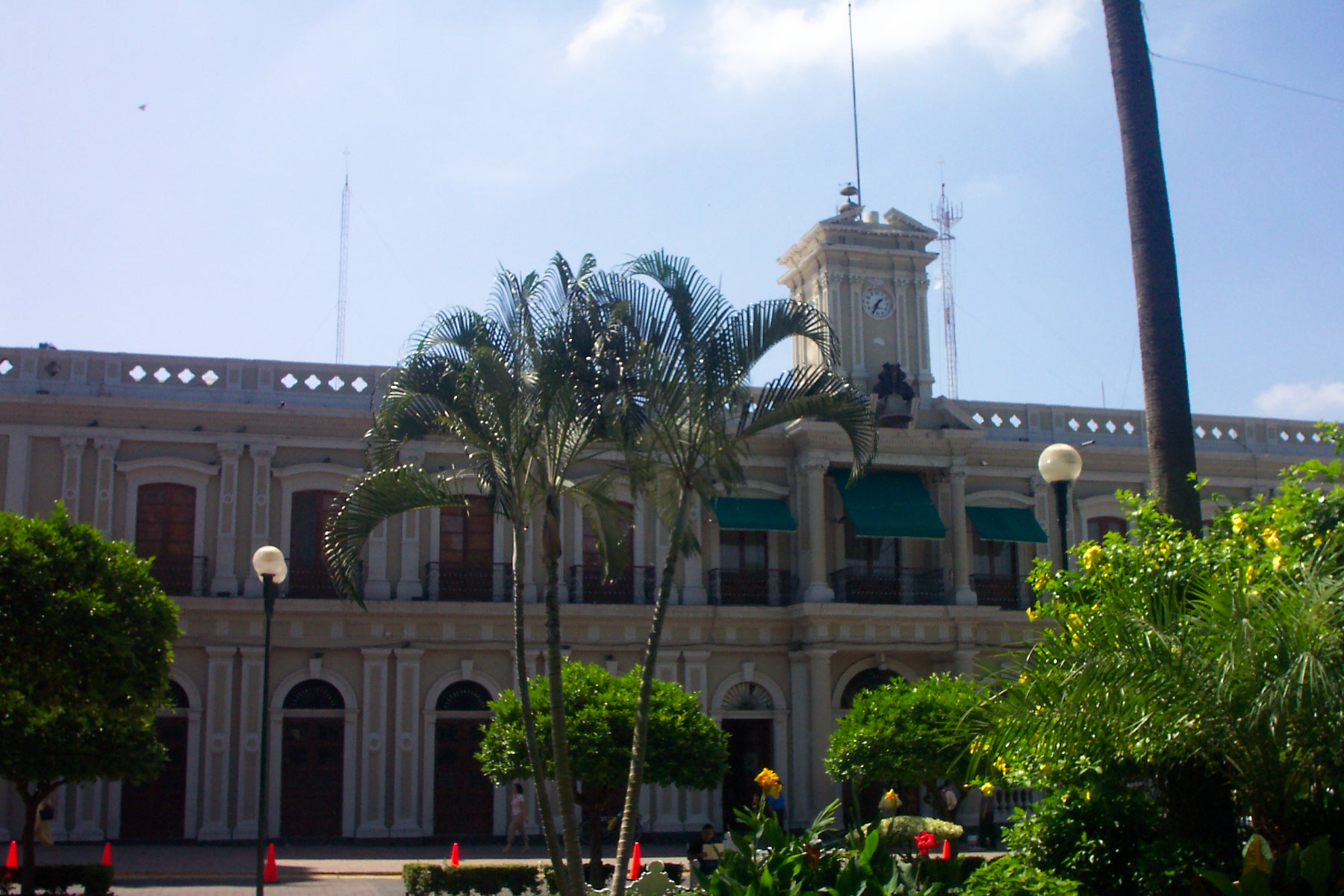
Будівля адміністрації штату

Назва походить з ацтекських слів colli і maitl, що можна перекласти як «місце в руках предків». Місцевість, де нині лежить місто, населялась індіанцями-ацтеками.
Поселення спочатку було засновано 15 липня 1523 року на місці, де нині знаходиться поселення Кахітлан, недалеко від Текомана. Це поселення було засновано Гонсало де Сандовалем — в. о. губернатора Нової Іспанії за наказом Ернана Кортеса з метою контролю над нещодавно завойованою областю.
20 січня 1527 року, через спалах віспи, поселення було перенесено на сучасне місце і дістало назву Вілья-де-Сан-Себастіан-Коліма і герб. Це було восьме місто засноване конкістадорами в Новій Іспанії. В 1535 року Коліму відвідав Кортес.

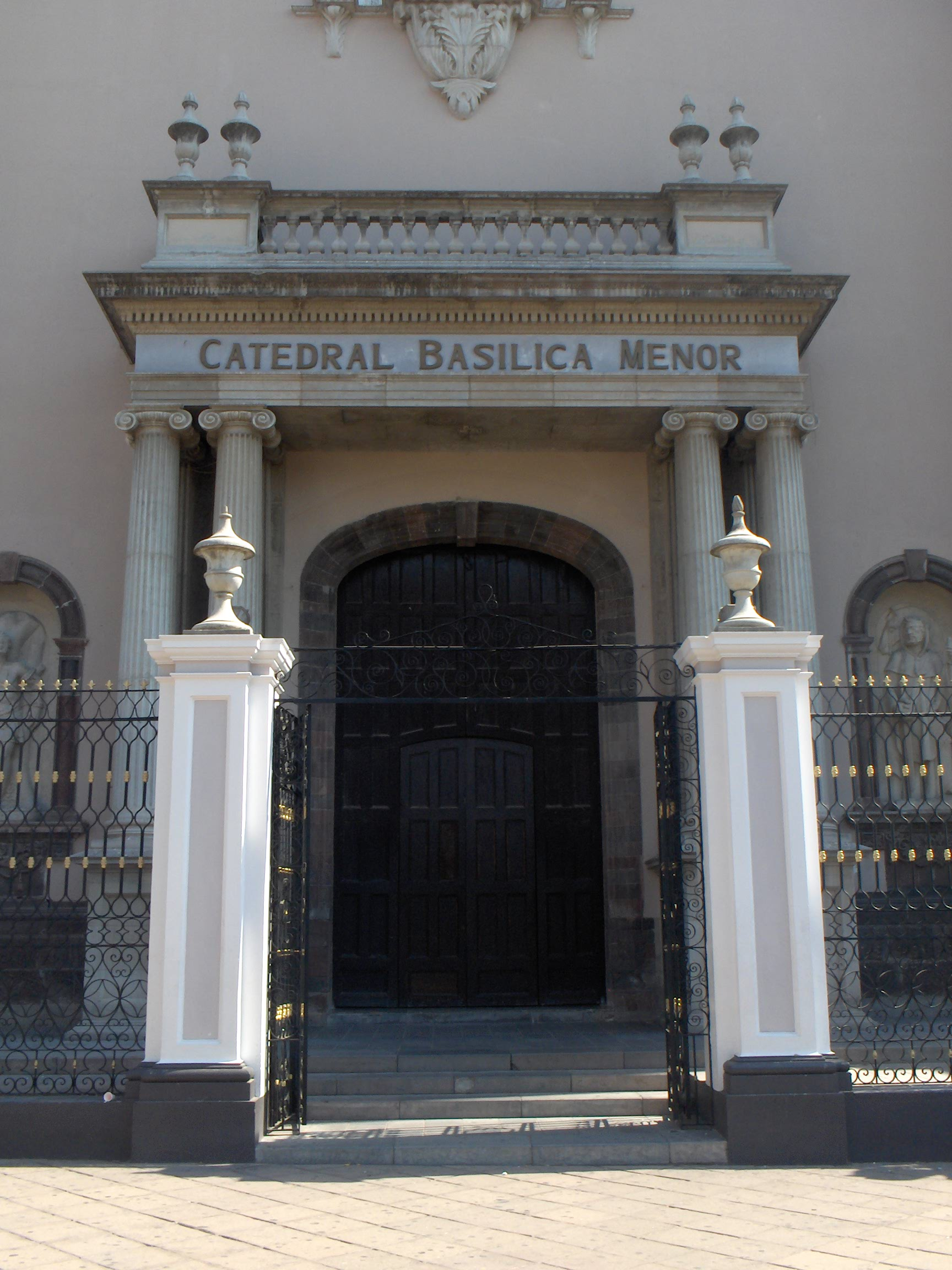
Кафедральний собор

У 1792 році Мігель Ідальго — відомий борець за незалежність Мексики очолював парафію Коліми. Він дружив з батьком Хосе Антоніо Діасом (José Antonio Díaz) — лідером повстанців у регіоні під час Мексиканської війни за незалежність.
Після здобуття Мексикою незалежності в 1821 році, Коліма була одним з муніципалітетів провінції Гвадалахара. У 1823 місто й околиці були передані до складу штату Халіско, а 4 жовтня 1824 року була створена Федеральна територія Коліма і місто стало її адміністративним центром. Того ж року Коліма було присвоєно статус міста. У 1856 році Коліма стала столицею однойменного штату.
Під час французької інтервенції в Мексику місто перейшло в руки вірних імператору  Максиміліану I. 31 січня 1867 року генерал Рамон Корона зайняв місто і воно перейшло на бік республіканців.
У 1889 році була побудована залізниця, що зв'язала Коліму з Мансанільйо — найбільшим містом штату.